# Por la Europa de los Pueblos (1994)
Por la Europa de los Pueblos fue el nombre que adoptó una coalición electoral formada para presentarse a las Elecciones al Parlamento Europeo de 1994 en España. Tenía su precedente en las candidaturas que, con nombres similares, se habían presentado a las elecciones de 1987 y 1989. Sus integrantes eran cinco partidos de ámbito regional y carácter nacionalista periférico y de izquierdas. Se trataba de dos partidos que ya habían formado la coalición precedente: Eusko Alkartasuna (EA) y Esquerra Republicana de Catalunya (ERC), y tres nuevos: Tierra Comunera-Partido Nacionalista Castellano (TC-PNC), Acció Catalana (AC), partido recién creado que se unía a la coalición de la mano de ERC, y Entendimiento Nacionalista y Ecologista de Ibiza (ENEE).
El primer lugar de la lista fue ocupado por Carlos Garaikoetxea (EA). El segundo, que correspondía a ERC, fue cedido por dicho partido a Max Cahner, de AC.
La coalición obtuvo 239.339 votos en toda España (1,29%), siendo la sexta fuerza política, pero sin obtener representación (fue la lista más votada que no obtuvo ningún eurodiputado de los 64 en juego). La coalición obtuvo sus mejores resultados en Cataluña (141.285 votos, 5,52% en la comunidad autónoma), Navarra (8.607 votos, 3,74%) y el País Vasco (78.418 votos, 8,98%). Los resultados en Castilla y León y Baleares no superaron el 1% (0,23 y 0,81% respectivamente), resultando insignificantes en el resto de España.
Ante los malos resultados, Carlos Garaikoetxea presentó la dimisión como presidente de Eusko Alkartasuna.